# Saison 2015-2016 des Nets de Brooklyn
La saison 2015-2016 des Nets de Brooklyn est la 49e saison de la franchise et la 40e au sein de la National Basketball Association (NBA). C'est la 4e saison dans la ville de Brooklyn.

## Draft
| Tour | Choix | Joueur           | Poste | Nationalité | Provenance                   |
| ---- | ----- | ---------------- | ----- | ----------- | ---------------------------- |
| 1    | 29    | Chris McCullough | PF    | États-Unis  | Orange de Syracuse           |
| 2    | 43    | Pat Connaughton  | SF    | États-Unis  | Fighting Irish de Notre Dame |

## Pré-saison
| Pré-saison Total: 2-4 (Domicile : 1-2 ; Extérieur : 1-2) |

| Match | Date match | Équipe         | Score     | Meilleur marqueur     | Meilleur rebondeur   | Meilleur passeur   | Lieux Spectateurs                 | Série |
| ----- | ---------- | -------------- | --------- | --------------------- | -------------------- | ------------------ | --------------------------------- | ----- |
| 1     | 5 octobre  | Fenerbahçe     | D 96-101  | Brook Lopez (18)      | Thomas Robinson (16) | Shane Larkin (5)   | Palais des sports 6 857           | 0 - 1 |
| 2     | 8 octobre  | @ Détroit      | V 93-83   | Larkin, Lopez (17)    | Brook Lopez (9)      | Donald Sloan (7)   | The Palace of Auburn Hills 10 019 | 1 - 1 |
| 3     | 10 octobre | @ Philadelphie | D 95-97   | Jarrett Jack (20)     | Thaddeus Young (10)  | Justin Harper (3)  | Times Union Center 6 737          | 1 - 2 |
| 4     | 14 octobre | Boston         | D 105-109 | Thaddeus Young (19)   | Thomas Robinson (12) | Ryan Boatright (6) | Barclays Center 10 482            | 1 - 3 |
| 5     | 18 octobre | Philadelphie   | V 92-91   | Brook Lopez (24)      | Thaddeus Young (10)  | Joe Johnson (6)    | Barclays Center 10 756            | 2 - 3 |
| 6     | 19 octobre | @ Boston       | D 105-111 | Bojan Bogdanović (18) | Thomas Robinson (9)  | Donald Sloan (6)   | TD Garden 15 540                  | 2 - 4 |

## Saison régulière
| Saison régulière Total: 21-61 (Domicile : 14-27 ; Extérieur : 7-34) |

| Match | Date match | Équipe        | Score     | Meilleur marqueur     | Meilleur rebondeur | Meilleur passeur | Lieux Spectateurs      | Série |
| ----- | ---------- | ------------- | --------- | --------------------- | ------------------ | ---------------- | ---------------------- | ----- |
| 1     | 28 octobre | Chicago       | D 100-115 | Brook Lopez (26)      | Joe Johnson (10)   | Shane Larkin (8) | Barclays Center 17 732 | 0 - 1 |
| 2     | 30 octobre | @ San Antonio | D 75-102  | Brook Lopez (17)      | Thaddeus Young (7) | Jarrett Jack (7) | AT&T Center 18 418     | 0 - 2 |
| 3     | 31 octobre | @ Memphis     | D 91-101  | Bojan Bogdanović (19) | Brook Lopez (10)   | Jarrett Jack (9) | FedExForum 16 013      | 0 - 3 |

| Match | Date match  | Équipe               | Score         | Meilleur marqueur     | Meilleur rebondeur           | Meilleur passeur  | Lieux Spectateurs                | Série  |
| ----- | ----------- | -------------------- | ------------- | --------------------- | ---------------------------- | ----------------- | -------------------------------- | ------ |
| 4     | 2 novembre  | Milwaukee            | D 96-103      | Brook Lopez (18)      | Brook Lopez (9)              | Joe Johnson (6)   | Barclays Center 12 576           | 0 -4   |
| 5     | 4 novembre  | @ Atlanta            | D 87-101      | Brook Lopez (27)      | Brook Lopez (11)             | Joe Johnson (6)   | Philips Arena 14 044             | 0 - 5  |
| 6     | 6 novembre  | L. A. Lakers         | D 98-104      | Brook Lopez (23)      | Rondae Hollis-Jefferson (11) | Jarrett Jack (12) | Barclays Center 17 732           | 0 - 6  |
| 7     | 7 novembre  | @ Bucks de Milwaukee | D 86-94       | Brook Lopez (20)      | Thaddeus Young (13)          | Joe Johnson (6)   | BMO Harris Bradley Center 15 228 | 0 - 7  |
| 8     | 11 novembre | @ Houston            | V 106-98      | Bojan Bogdanović (22) | Brook Lopez (12)             | Joe Johnson (10)  | Toyota Center 18 155             | 1 - 7  |
| 9     | 13 novembre | @ Sacramento         | D 109-111     | Jarrett Jack (21)     | Brook Lopez (10)             | Jarrett Jack (12) | Sleep Train Arena 17 131         | 1 - 8  |
| 10    | 14 novembre | @ Golden State       | D 99-107 (OT) | Jarrett Jack (28)     | Rondae Hollis-Jefferson (13) | Jarrett Jack (9)  | Oracle Arena 18 203              | 1 - 9  |
| 11    | 17 novembre | Atlanta              | V 90-88       | Brook Lopez (24)      | Thaddeus Young (11)          | Joe Johnson (9)   | Barclays Center 12 241           | 2 - 9  |
| 12    | 18 novembre | @ Charlotte          | D 111-116     | Thaddeus Young (27)   | Jack, Young (8)              | Jarrett Jack (9)  | Time Warner Cable Arena 14 040   | 2 - 10 |
| 13    | 20 novembre | @ Boston             | D 95-120      | Lopez, Young (14)     | Rondae Hollis-Jefferson (11) | Jarrett Jack (5)  | TD Garden 18 361                 | 2 - 11 |
| 14    | 22 novembre | Boston               | V 111-101     | Brook Lopez (23)      | Thaddeus Young (12)          | Shane Larkin (5)  | Barclays Center 14 866           | 3 - 11 |
| 15    | 25 novembre | @ Oklahoma City      | D 99-110      | Brook Lopez (26)      | Rondae Hollis-Jefferson (11) | Shane Larkin (6)  | Chesapeake Energy Arena 18 203   | 3 - 12 |
| 16    | 28 novembre | @ Cleveland          | D 88-90       | Brook Lopez (22)      | Thaddeus Young (12)          | Jarrett Jack (14) | Quicken Loans Arena 20 562       | 3 - 13 |
| 17    | 29 novembre | Détroit              | V 87-83       | Thaddeus Young (19)   | Thaddeus Young (10)          | Brook Lopez (5)   | Barclays Center 12 823           | 4 - 13 |

| Match | Date match   | Équipe         | Score          | Meilleur marqueur    | Meilleur rebondeur          | Meilleur passeur  | Lieux Spectateurs              | Série  |
| ----- | ------------ | -------------- | -------------- | -------------------- | --------------------------- | ----------------- | ------------------------------ | ------ |
| 18    | 1er décembre | Phoenix        | V 94-91        | Brook Lopez (23)     | Rondae Hollis-Jefferson (9) | Jack, Larkin (8)  | Barclays Center 12 787         | 5 - 13 |
| 19    | 4 décembre   | @ New York     | D 91-108       | Brook Lopez (21)     | Thaddeus Young (11)         | Joe Johnson (4)   | Madison Square Garden 19 812   | 5 - 14 |
| 20    | 6 décembre   | Golden State   | D 98-114       | Thaddeus Young (25)  | Thaddeus Young (14)         | Shane Larkin (6)  | Barclays Center 17 732         | 5 - 15 |
| 21    | 8 décembre   | Houston        | V 110-105      | Brook Lopez (24)     | Thaddeus Young (12)         | Jarrett Jack (9)  | Barclays Center 13 319         | 6 - 15 |
| 22    | 10 décembre  | Philadelphie   | V 100-91       | Andrea Bargnani (23) | Thaddeus Young (11)         | Jarrett Jack (8)  | Barclays Center 13 266         | 7 - 15 |
| 23    | 12 décembre  | L. A. Clippers | D 100-105      | Thaddeus Young (18)  | Brook Lopez (12)            | Jarrett Jack (11) | Barclays Center 15 689         | 7 - 16 |
| 24    | 14 décembre  | Orlando        | D 82-105       | Jarrett Jack (15)    | Thaddeus Young (11)         | Jarrett Jack (7)  | Barclays Center 12 946         | 7 - 17 |
| 25    | 16 décembre  | Miami          | D 98-104       | Brook Lopez (25)     | Thaddeus Young (7)          | Jarrett Jack (10) | Barclays Center 15 113         | 7 - 18 |
| 26    | 18 décembre  | @ Indiana      | D 97-104       | Jarrett Jack (26)    | Thaddeus Young (14)         | Jarrett Jack (6)  | Bankers Life Fieldhouse 16 548 | 7 - 19 |
| 27    | 20 décembre  | Minnesota      | D 85-100       | Brook Lopez (20)     | Brook Lopez (12)            | Jack, Johnson (6) | Barclays Center 14 552         | 7 - 20 |
| 28    | 21 décembre  | @ Chicago      | V 105-102      | Brook Lopez (21)     | Thaddeus Young (13)         | Jarrett Jack (8)  | United Center 21 825           | 8 - 20 |
| 29    | 23 décembre  | Dallas         | D 118-119 (OT) | Thaddeus Young (29)  | Thaddeus Young (10)         | Jarrett Jack (8)  | Barclays Center 15 994         | 8 - 21 |
| 30    | 26 décembre  | Washington     | D 96-111       | Brook Lopez (19)     | Thaddeus Young (14)         | Jarrett Jack (11) | Barclays Center 17 732         | 8 - 22 |
| 31    | 28 décembre  | @ Miami        | V 111-105      | Brook Lopez (26)     | Brook Lopez (12)            | Shane Larkin (7)  | American Airlines Arena 19 975 | 9 - 22 |
| 32    | 30 décembre  | @ Orlando      | D 93-100       | Brook Lopez (24)     | Brook Lopez (15)            | Jarrett Jack (10) | Amway Center 18 397            | 9 - 23 |

| Match | Date match | Équipe            | Score     | Meilleur marqueur     | Meilleur rebondeur   | Meilleur passeur   | Lieux Spectateurs               | Série   |
| ----- | ---------- | ----------------- | --------- | --------------------- | -------------------- | ------------------ | ------------------------------- | ------- |
| 33    | 2 janvier  | @ Boston          | V 100-97  | Brook Lopez (30)      | Brook Lopez (13)     | Jarrett Jack (9)   | TD Garden 18 624                | 10 - 23 |
| 34    | 4 janvier  | Boston            | D 94-103  | Thaddeus Young (23)   | Thaddeus Young (15)  | Joe Johnson (4)    | Barclays Center 15 448          | 10 - 24 |
| 35    | 6 janvier  | Toronto           | D 74-91   | Brook Lopez (24)      | Brook Lopez (13)     | Shane Larkin (4)   | Barclays Center 14 544          | 10 - 25 |
| 36    | 8 janvier  | Orlando           | D 77-83   | Brook Lopez (17)      | Thaddeus Young (9)   | Donald Sloan (5)   | Barclays Center 13 907          | 10 - 26 |
| 37    | 9 janvier  | @ Détroit         | D 89-103  | Brook Lopez (19)      | Thaddeus Young (9)   | Donald Sloan (10)  | Palace of Auburn Hills 16 406   | 10 - 27 |
| 38    | 11 janvier | San Antonio       | D 79-106  | Brook Lopez (18)      | Thaddeus Young (9)   | Donald Sloan (5)   | Barclays Center 15 214          | 10 - 28 |
| 39    | 13 janvier | New York          | V 110-104 | Brook Lopez (20)      | Thaddeus Young (11)  | Joe Johnson (6)    | Barclays Center 15 214          | 11 - 28 |
| 40    | 15 janvier | Portland          | D 104-116 | Brook Lopez (25)      | Thomas Robinson (10) | Donald Sloan (10)  | Barclays Center 14 749          | 11 - 29 |
| 41    | 16 janvier | @ Hawks d'Atlanta | D 86-114  | Thaddeus Young (18)   | Thaddeus Young (11)  | Donald Sloan (12)  | Philips Arena 17 053            | 11 - 30 |
| 42    | 18 janvier | @ Toronto         | D 100-112 | Brook Lopez (29)      | Brook Lopez (10)     | Joe Johnson (7)    | Air Canada Centre 19 800        | 11 - 31 |
| 43    | 20 janvier | Cleveland         | D 78-91   | Brook Lopez (16)      | Brook Lopez (10)     | Donald Sloan (9)   | Barclays Center 17 732          | 11 - 32 |
| 44    | 22 janvier | Utah              | D 86-108  | Bojan Bogdanović (14) | Joe Johnson (5)      | Donald Sloan (6)   | Barclays Center 12 809          | 11 - 33 |
| 45    | 24 janvier | Oklahoma City     | V 116-106 | Brook Lopez (31)      | Thaddeus Young (14)  | Joe Johnson (6)    | Barclays Center 16 019          | 12 - 33 |
| 46    | 26 janvier | Miami             | D 98-102  | Andrea Bargnani (20)  | Brook Lopez (10)     | Joe Johnson (8)    | Barclays Center 15 267          | 12 - 34 |
| 47    | 29 janvier | @ Dallas          | D 79-91   | Brook Lopez (28)      | Brook Lopez (12)     | Johnson, Sloan (4) | American Airlines Center 20 409 | 12 - 35 |
| 48    | 30 janvier | @ New Orléans     | D 103-105 | Brook Lopez (33)      | Brook Lopez (10)     | Shane Larkin (6)   | Smoothie King Center 18 037     | 12 - 36 |

| Match               | Date match  | Équipe           | Score     | Meilleur marqueur     | Meilleur rebondeur   | Meilleur passeur               | Lieux Spectateurs                 | Série   |
| ------------------- | ----------- | ---------------- | --------- | --------------------- | -------------------- | ------------------------------ | --------------------------------- | ------- |
| 49                  | 1er février | Détroit          | D 100-105 | Brook Lopez (27)      | Shane Larkin (6)     | Shane Larkin (4)               | Barclays Center 13 290            | 12 - 37 |
| 50                  | 3 février   | Indiana          | D 100-114 | Brook Lopez (21)      | Thaddeus Young (14)  | Joe Johnson (9)                | Barclays Center 13 311            | 12 - 38 |
| 51                  | 5 février   | Sacramento       | V 128-119 | Joe Johnson (27)      | Thaddeus Young (14)  | Joe Johnson (11)               | Barclays Center 14 432            | 13 - 38 |
| 52                  | 6 février   | @ Philadelphie   | D 98-103  | Thaddeus Young (22)   | Thaddeus Young (10)  | Donald Sloan (4)               | Wells Fargo Center 18 847         | 13 - 39 |
| 53                  | 8 février   | Denver           | V 105-104 | Thaddeus Young (20)   | Thomas Robinson (11) | Joe Johnson (8)                | Barclays Center 13 043            | 14 - 39 |
| 54                  | 10 février  | Memphis          | D 90-109  | Brook Lopez (20)      | Robinson, Youg (9)   | Donald Sloan (8)               | Barclays Center 14 262            | 14 - 40 |
| All-Star Break 2016 |             |                  |           |                       |                      |                                |                                   |         |
| 55                  | 19 février  | New York         | V 109-98  | Brook Lopez (33)      | Donald Sloan (10)    | Joe Johnson (6)                | Barclays Center 17 732            | 15 - 40 |
| 56                  | 21 février  | Charlotte        | D 96-104  | Joe Johnson (17)      | Brook Lopez (10)     | Brook Lopez (6)                | Barclays Center 16 155            | 15 - 41 |
| 57                  | 23 février  | @ Portland       | D 104-112 | Brook Lopez (36)      | Thaddeus Young (11)  | Bogdanović, Johnson, Sloan (4) | Moda Center 19 393                | 15 - 42 |
| 58                  | 25 février  | @ Phoenix        | V 116-106 | Bojan Bogdanović (24) | Donald Sloan (9)     | Donald Sloan (6)               | Talking Stick Resort Arena 16 145 | 16 - 42 |
| 59                  | 27 février  | @ Utah           | V 98-96   | Thaddeus Young (21)   | Thaddeus Young (8)   | Donald Sloan (6)               | Vivint Smart Home Arena 18 863    | 17 - 42 |
| 60                  | 29 février  | @ L. A. Clippers | D 95-105  | Brook Lopez (25)      | Thaddeus Young (11)  | Shane Larkin (6)               | Staples Center 19 060             | 17 - 43 |

| Match | Date match | Équipe               | Score          | Meilleur marqueur     | Meilleur rebondeur              | Meilleur passeur         | Lieux Spectateurs                 | Série   |
| ----- | ---------- | -------------------- | -------------- | --------------------- | ------------------------------- | ------------------------ | --------------------------------- | ------- |
| 61    | 1er mars   | @ L. A. Lakers       | D 101-107      | Brook Lopez (23)      | Thaddeus Young (15)             | Donald Sloan (6)         | Staples Center 18 997             | 17 - 44 |
| 62    | 4 mars     | @ Denver             | V 121-120 (OT) | Markel Brown (21)     | Markel Brown (8)                | Shane Larkin (8)         | Pepsi Center 14 163               | 18 - 44 |
| 63    | 5 mars     | @ Minnesota          | V 118-132      | Markel Brown (23)     | Thomas Robinson (17)            | Larkin, Robinson (5)     | Target Center 15 987              | 18 - 45 |
| 64    | 8 mars     | @ Toronto            | D 99-104       | Brook Lopez (35)      | Bogdanović, Lopez, Robinson (5) | Donald Sloan (5)         | Air Canada Centre 19 800          | 18 - 46 |
| 65    | 11 mars    | @ Philadelphie       | D 89-95        | Brook Lopez (24)      | Thaddeus Young (9)              | Donald Sloan (9)         | Wells Fargo Center 14 128         | 18 - 47 |
| 66    | 13 mars    | Milwaukee            | D 100-109      | Brook Lopez (20)      | Thaddeus Young (10)             | Bojan Bogdanović (7)     | Barclays Center 15 241            | 18 - 48 |
| 67    | 15 mars    | Philadelphie         | V 131-114      | Bojan Bogdanović (44) | Thaddeus Young (16)             | Lopez, Young (4)         | Barclays Center 14 560            | 19 - 48 |
| 68    | 17 mars    | @ Chicago            | D 102-118      | Bojan Bogdanović (26) | Thaddeus Young (14)             | Bogdanović, Karassev (5) | United Center 21 513              | 19 - 49 |
| 69    | 19 mars    | @ Pistons de Détroit | D 103-115      | Thaddeus Young (24)   | Thaddeus Young (9)              | Donald Sloan (9)         | The Palace of Auburn Hills 17 559 | 19 - 50 |
| 70    | 22 mars    | Charlotte            | D 100-105      | Brook Lopez (29)      | Brook Lopez (9)                 | Lopez, Sloan (6)         | Barclays Center 15 739            | 19 - 51 |
| 71    | 24 mars    | Cleveland            | V 104-95       | Brook Lopez (22)      | Jefferson, Lopez (7)            | Shane Larkin (7)         | Barclays Center 17 732            | 20 - 51 |
| 72    | 26 mars    | Indiana              | V 120-110      | Brook Lopez (23)      | Brook Lopez (9)                 | Donald Sloan (5)         | Barclays Center 16 625            | 21 - 51 |
| 73    | 28 mars    | @ Miami              | D 99-110       | Brook Lopez (26)      | Thaddeus Young (9)              | Shane Larkin (8)         | American Airlines Arena 20 003    | 21 - 52 |
| 74    | 29 mars    | @ Orlando            | D 105-139      | Thomas Robinson (18)  | Thomas Robinson (12)            | Markel Brown (5)         | American Airlines Arena 17 536    | 21 - 53 |
| 75    | 31 mars    | @ Cleveland          | D 87-107       | Thaddeus Young (18)   | Thomas Robinson (11)            | Shane Larkin (8)         | Quicken Loans Arena 20 562        | 21 - 54 |

| Match | Date match | Équipe       | Score     | Meilleur marqueur     | Meilleur rebondeur   | Meilleur passeur  | Lieux Spectateurs              | Série   |
| ----- | ---------- | ------------ | --------- | --------------------- | -------------------- | ----------------- | ------------------------------ | ------- |
| 76    | 1er avril  | @ New York   | D 91-105  | Sean Kilpatrick (17)  | Thomas Robinson (13) | Shane Larkin (5)  | Madison Square Garden 19 812   | 21 - 55 |
| 77    | 3 avril    | New Orléans  | D 87-106  | Sean Kilpatrick (15)  | Thomas Robinson (15) | Shane Larkin (9)  | Barclays Center 16 329         | 21 - 56 |
| 78    | 6 avril    | @ Washington | D 103-121 | Thomas Robinson (23)  | Thomas Robinson (10) | Shane Larkin (8)  | Verizon Center 16 846          | 21 - 57 |
| 79    | 8 avril    | @ Charlotte  | D 99-113  | Wayne Ellington (21)  | Thomas Robinson (17) | Shane Larkin (8)  | Time Warner Cable Arena 18 337 | 21 - 58 |
| 80    | 10 avril   | @ Indiana    | D 105-129 | Sean Kilpatrick (26)  | Markel Brown (12)    | Shane Larkin (9)  | Bankers Life Fieldhouse 18 165 | 21 - 59 |
| 81    | 11 avril   | Washington   | D 111-120 | Bojan Bogdanović (20) | Henry Sims (8)       | Shane Larkin (7)  | Barclays Center 14 653         | 21 - 60 |
| 82    | 13 avril   | Toronto      | D 96-103  | Bojan Bogdanović (29) | Henry Sims (7)       | Donald Sloan (10) | Barclays Center 16 517         | 21 - 61 |

## Confrontations
| Conférence Est      | Conférence Est                            | Conférence Est                            | Conférence Est                            | Conférence Est                            | Conférence Ouest                          | Conférence Ouest                          | Conférence Ouest                          |
| Division Atlantique | Division Atlantique                       | Division Atlantique                       | Division Atlantique                       | Division Atlantique                       | Division Nord-Ouest                       | Division Nord-Ouest                       | Division Nord-Ouest                       |
| Équipe              | Domicile                                  | Domicile                                  | Extérieur                                 | Extérieur                                 | Équipe                                    | Domicile                                  | Extérieur                                 |
| ------------------- | ----------------------------------------- | ----------------------------------------- | ----------------------------------------- | ----------------------------------------- | ----------------------------------------- | ----------------------------------------- | ----------------------------------------- |
| Boston              | 111-101                                   | 94-103                                    | 95-120                                    | 100-97                                    | Denver                                    | 105-104                                   | 121-120 (OT)                              |
|                     |                                           |                                           |                                           |                                           | Minnesota                                 | 85-100                                    | 118-132                                   |
| New York            | 110-104                                   | 109-98                                    | 91-108                                    | 91-105                                    | Oklahoma City                             | 116-106                                   | 99-110                                    |
| Philadelphie        | 100-91                                    | 131-114                                   | 98-103                                    | 89-95                                     | Portland                                  | 104-116                                   | 104-112                                   |
| Toronto             | 74-91                                     | 96-103                                    | 100-112                                   | 99-104                                    | Utah                                      | 86-108                                    | 98-96                                     |
|                     | 5–3                                       | 5–3                                       | 1–7                                       | 1–7                                       |                                           | 2–3                                       | 2–3                                       |
| Division            | 6–10                                      | 6–10                                      | 6–10                                      | 6–10                                      | Division                                  | 4–6                                       | 4–6                                       |
| Division Centrale   | Division Centrale                         | Division Centrale                         | Division Centrale                         | Division Centrale                         | Division Pacifique                        | Division Pacifique                        | Division Pacifique                        |
| Equipe              | Domicile                                  | Domicile                                  | Extérieur                                 | Extérieur                                 | Equipe                                    | Domicile                                  | Extérieur                                 |
| Chicago             | 100-115                                   |                                           | 105-102                                   | 102-118                                   | Golden State                              | 98-114                                    | 99-107 (OT)                               |
| Cleveland           | 78-91                                     | 104-95                                    | 88-90                                     | 87-107                                    | L.A. Clippers                             | 100-105                                   | 95-105                                    |
| Detroit             | 87-83                                     | 100-105                                   | 89-103                                    | 103-115                                   | L.A. Lakers                               | 98-104                                    | 101-107                                   |
| Indiana             | 100-114                                   | 120-110                                   | 97-104                                    | 105-129                                   | Phoenix                                   | 94-91                                     | 116-106                                   |
| Milwaukee           | 96-103                                    | 100-109                                   | 86-94                                     |                                           | Sacramento                                | 128-119                                   | 109-111                                   |
|                     | 3–6                                       | 3–6                                       | 1–8                                       | 1–8                                       |                                           | 2–3                                       | 1–4                                       |
| Division            | 4-14                                      | 4-14                                      | 4-14                                      | 4-14                                      | Division                                  | 3–7                                       | 3–7                                       |
| Division Sud-Est    | Division Sud-Est                          | Division Sud-Est                          | Division Sud-Est                          | Division Sud-Est                          | Division Sud-Ouest                        | Division Sud-Ouest                        | Division Sud-Ouest                        |
| Equipe              | Domicile                                  | Domicile                                  | Extérieur                                 | Extérieur                                 | Equipe                                    | Domicile                                  | Extérieur                                 |
| Atlanta             | 90-88                                     |                                           | 87-101                                    | 86-114                                    | Dallas                                    | 118-119 (OT)                              | 79-91                                     |
| Charlotte           | 94-104                                    | 100-105                                   | 111-116                                   | 99-113                                    | Houston                                   | 110-105                                   | 106-98                                    |
| Miami               | 98-104                                    | 98-102                                    | 111-105                                   | 99-110                                    | Memphis                                   | 90-109                                    | 91-101                                    |
| Orlando             | 82-105                                    | 77-83                                     | 93-100                                    | 105-139                                   | New Orleans                               | 87-106                                    | 103-105                                   |
| Washington          | 96-111                                    | 111-120                                   | 103-121                                   |                                           | San Antonio                               | 79-106                                    | 75-102                                    |
|                     | 1–8                                       | 1–8                                       | 1–8                                       | 1–8                                       |                                           | 1–4                                       | 1–4                                       |
| Division            | 2–16                                      | 2–16                                      | 2–16                                      | 2–16                                      | Division                                  | 2–8                                       | 2–8                                       |
| Conférence          | 12–40 (Domicile : 9–17; Extérieur: 3–23)  | 12–40 (Domicile : 9–17; Extérieur: 3–23)  | 12–40 (Domicile : 9–17; Extérieur: 3–23)  | 12–40 (Domicile : 9–17; Extérieur: 3–23)  | Conférence                                | 9-21 (Domicile : 5–10 ; Extérieur : 4–11) | 9-21 (Domicile : 5–10 ; Extérieur : 4–11) |
| Total               | 21-61 (Domicile : 14–27; Extérieur: 7–34) | 21-61 (Domicile : 14–27; Extérieur: 7–34) | 21-61 (Domicile : 14–27; Extérieur: 7–34) | 21-61 (Domicile : 14–27; Extérieur: 7–34) | 21-61 (Domicile : 14–27; Extérieur: 7–34) | 21-61 (Domicile : 14–27; Extérieur: 7–34) | 21-61 (Domicile : 14–27; Extérieur: 7–34) |

## Effectif actuel
| 1. Nets de Brooklyn Effectif actuel |    |                        |                         |                  |
| Entraîneur : Lionel Hollins         |    |                        |                         |                  |
| Arrière, Ailier                     | 44 | Drapeau de la Croatie  | Bojan Bogdanović        | Croatie          |
| Meneur                              | 22 | Drapeau des États-Unis | Markel Brown            | Oklahoma         |
| Arrière                             | 21 | Drapeau des États-Unis | Wayne Ellington         | Caroline du Nord |
| Ailier                              | 24 | Drapeau des États-Unis | Rondae Hollis-Jefferson | Arizona          |
| Meneur                              | 2  | Drapeau des États-Unis | Jarrett Jack            | Georgia Tech     |
| Arrière                             | 10 | Drapeau de la Russie   | Sergueï Karassev        | Russie           |
| Meneur                              | 0  | Drapeau des États-Unis | Shane Larkin            | Miami            |
| Pivot                               | 11 | Drapeau des États-Unis | Brook Lopez             | Stanford         |
| Ailier fort                         | 1  | Drapeau des États-Unis | Chris McCullough        | Syracuse         |
| Ailier fort, Pivot                  | 33 | Drapeau des États-Unis | Willie Reed             | Saint-Louis      |
| Ailier fort                         | 41 | Drapeau des États-Unis | Thomas Robinson         | Kansas           |
| Meneur                              | 15 | Drapeau des États-Unis | Donald Sloan            | Texas            |
| Ailier fort                         | 30 | Drapeau des États-Unis | Thaddeus Young          | Georgia Tech     |
| (C) - Capitaine (AL) - Blessé       |    |                        |                         |                  |

## Contrats et salaires 2015-2016
| Joueur                            | Poste      | Âge        | Exp        | Contrat                | Salaire 2015-2016 | Fin du contrat |
| --------------------------------- | ---------- | ---------- | ---------- | ---------------------- | ----------------- | -------------- |
| Joueurs actuels                   |            |            |            |                        |                   |                |
| Bojan Bogdanović                  | SG         | 26         | 1          | 10 276 530 $ sur 3 ans | 3 425 510 $       | 2017           |
| Markel Brown                      | SG         | 23         | 1          | 1 352 395 $ sur 2 ans  | 845,059 $         | 2016           |
| Wayne Ellington                   | SG         | 28         | 6          | 3 067 500 $ sur 2 ans  | 1 500 000 $       | 2017 (P)       |
| Rondae Hollis-Jefferson           | SF         | 20         | 0          | 2 731 080 $ sur 2 ans  | 1 335 480 $       | 2019           |
| Jarrett Jack                      | PG         | 32         | 10         | 25 200 000 $ sur 4 ans | 6 300 000 $       | 2017           |
| Sergueï Karassev                  | SG         | 22         | 2          | 4 601 520 $ sur 3 ans  | 1 599 840 $       | 2016           |
| Shane Larkin                      | PG         | 23         | 2          | 3 000 000 $ sur 2 ans  | 1 500 000 $       | 2017 (P)       |
| Brook Lopez                       | C          | 27         | 7          | 63 497 025 $ sur 3 ans | 19 689 000 $      | 2018           |
| Chris McCullough                  | PF         | 20         | 0          | 2 331 720 $ sur 2 ans  | 1 140 240 $       | 2019           |
| Willie Reed                       | PF         | 25         | 2          | 947,276 $ sur 1 an     | 947,276 $         | 2016           |
| Thomas Robinson                   | PF         | 24         | 3          | 2 032 309 $ sur 2 ans  | 981,348 $         | 2017 (P)       |
| Donald Sloan                      | PG         | 27         | 4          | 1 015 421 $ sur 1 an   | 947,276 $         | 2016           |
| Thaddeus Young                    | SF         | 27         | 8          | 54 000 000 $ sur 4 ans | 11 235 955 $      | 2019           |
| Joueurs coupés en cours de saison |            |            |            |                        |                   |                |
| Andrea Bargnani                   | C          | 30         | 9          | -                      | 1 039 298 $       | -              |
| Ryan Boatright                    | PG         | 22         | 0          | -                      | 75,000 $          | -              |
| Justin Harper                     | SF         | 26         | 1          | -                      | 9,942 $           | -              |
| Joe Johnson                       | SF         | 34         | 14         | -                      | 21 894 863 $      | -              |
| Dahntay Jones                     | SF         | 34         | 11         | -                      | 11,144 $          | -              |
| Quincy Miller                     | SF         | 23         | 3          | -                      | 50,000 $          | -              |
| Deron Williams                    | PG         | 31         | 10         | -                      | 5 500 000 $       | -              |
|                                   |            |            |            |                        |                   |                |
| Total                             | Total      | Total      | Total      | Total                  | 80 027 231 $      | -              |
| Salary Cap                        | Salary Cap | Salary Cap | Salary Cap | Salary Cap             | 70 000 000 $      | - 10 027 231 $ |
| Luxury Tax                        | Luxury Tax | Luxury Tax | Luxury Tax | Luxury Tax             | 84 700 000 $      | 4 672 769 $    |

- 2016 = Joueurs qui peuvent quitter le club à la fin de cette saison.
- 2016 = Agent libre restreint en fin de saison.
- 2017 (P) = Joueur ayant une option joueur en fin de saison.

## Transferts

### Échanges
| Juin            | Juin                                                                     | Juin                                                                              | Juin                   |
| --------------- | ------------------------------------------------------------------------ | --------------------------------------------------------------------------------- | ---------------------- |
| 25 juin 2015    | Échange à deux équipes                                                   | Échange à deux équipes                                                            | Échange à deux équipes |
| 25 juin 2015    | Vers Nets de Brooklyn - Droits sur Juan Pablo Vaulet                     | Vers Hornets de Charlotte - Second tour de draft 2018 - Second tour de draft 2019 | [ 2 ]                  |
| 26 juin 2015    | Échange à deux équipes                                                   | Échange à deux équipes                                                            | Échange à deux équipes |
| 26 juin 2015    | Vers Nets de Brooklyn - Steve Blake - Droits sur Rondae Hollis-Jefferson | Vers Trail Blazers de Portland - Mason Plumlee - Droits sur Pat Connaughton       | [ 3 ]                  |
| Juillet         |                                                                          |                                                                                   |                        |
| 13 juillet 2015 | Échange à deux équipes                                                   | Échange à deux équipes                                                            | Échange à deux équipes |
| 13 juillet 2015 | Vers Nets de Brooklyn - Quincy Miller                                    | Vers Pistons de Détroit - Steve Blake                                             | [ 4 ]                  |

### Joueurs qui re-signent
| Date      | Joueur         | Contrat                                                                    | Référence |
| --------- | -------------- | -------------------------------------------------------------------------- | --------- |
| 9 juillet | Thaddeus Young | Contrat de 54 000 000 $ sur 4 ans (Option joueur pour la saison 2018-2019) | [ 5 ]     |
| 9 juillet | Brook Lopez    | Contrat de 63 500 000 $ sur 3 ans                                          | [ 5 ]     |

#### Options joueur et équipe
Aucun joueur

### Arrivés

#### Via draft
| Date        | Joueur           | Draft                          | Contrat                                                                         | Provenance         | Référence |
| ----------- | ---------------- | ------------------------------ | ------------------------------------------------------------------------------- | ------------------ | --------- |
| 1er juillet | Chris McCullough | Draft 2015, Tour 1, choix n°29 | Contrat de 2 330 000 $ sur 2 ans (Option d’équipe pour les saisons 2017 à 2019) | Orange de Syracuse | [ 6 ]     |

#### Via agent libre
| Date       | Joueur          | Contrat                                                                   | Provenance                                | Référence |
| ---------- | --------------- | ------------------------------------------------------------------------- | ----------------------------------------- | --------- |
| 9 juillet  | Thomas Robinson | Contrat de 2 030 000 $ sur 2 ans (Option joueur pour la saison 2016-2017) | 76ers de Philadelphie                     | [ 5 ]     |
| 9 juillet  | Shane Larkin    | Contrat de 3 000 000 $ sur 2 ans (Option joueur pour la saison 2016-2017) | Knicks de New York                        | [ 5 ]     |
| 9 juillet  | Willie Reed     | Contrat de 947,000 $ sur 1 an (Agent libre restreint en 2016)             | Metros de Santiago République dominicaine | [ 7 ]     |
| 10 juillet | Wayne Ellington | Contrat de 3 070 000 $ sur 2 ans (Option joueur pour la saison 2016-2017) | Lakers de Los Angeles                     | [ 8 ]     |
| 17 juillet | Andrea Bargnani | Contrat de 2 910 000 $ sur 2 ans (Option joueur pour la saison 2016-2017) | Knicks de New York                        | [ 9 ]     |
| 10 août    | Donald Sloan    | Contrat de 1 020 000 $ sur 1 an                                           | Pacers de l'Indiana                       | [ 10 ]    |

#### Via Trade
| Date       | Joueur                                         | Provenance                |
| ---------- | ---------------------------------------------- | ------------------------- |
| 25 juin    | Droits sur Juan Pablo Vaulet                   | Hornets de Charlotte      |
| 26 juin    | Steve Blake Droits sur Rondae Hollis-Jefferson | Trail Blazers de Portland |
| 13 juillet | Quincy Miller                                  | Pistons de Détroit        |

### Départs

#### Via agent libre
| Date       | Joueur          | Contrat                                                                    | Vers ¹                | Référence |
| ---------- | --------------- | -------------------------------------------------------------------------- | --------------------- | --------- |
| 12 juillet | Alan Anderson   | Contrat de 4 000 000 $ sur 1 an                                            | Wizards de Washington | [ 11 ]    |
| 14 juillet | Deron Williams  | Contrat de 11 000 000 $ sur 2 ans (Option joueur pour la saison 2016-2017) | Mavericks de Dallas   | [ 12 ]    |
| 17 juillet | Mirza Teletović | Contrat de 5 500 000 $ sur 1 an                                            | Suns de Phoenix       | [ 13 ]    |

#### Via Trade
| Date       | Joueur                                              | Vers                      |
| ---------- | --------------------------------------------------- | ------------------------- |
| 25 juin    | Second tour de draft 2018 Second tour de draft 2019 | Hornets de Charlotte      |
| 26 juin    | Mason Plumlee Droits sur Pat Connaughton            | Trail Blazers de Portland |
| 13 juillet | Steve Blake                                         | Pistons de Détroit        |

#### Via Waived
| Date       | Joueur                                     | Commentaire                                               |
| ---------- | ------------------------------------------ | --------------------------------------------------------- |
| 10 juillet | Deron Williams                             | Libéré                                                    |
| 13 juillet | Cory Jefferson                             | Libéré                                                    |
| 10 août    | Earl Clark                                 | Libéré                                                    |
| 20 octobre | Quincy Miller Chris Daniels Ryan Boatright | Non retenus dans l'équipe après les camps d’entraînements |
| 26 octobre | Dahntay Jones Justin Harper                | Non retenus dans l'équipe après les camps d’entraînements |
| 20 février | Andrea Bargnani                            | Libéré                                                    |
| 25 février | Joe Johnson                                | Libéré                                                    |